# Barnsley FC
Barnsley FC är en engelsk professionell fotbollsklubb i Barnsley, grundad 1887. Hemmamatcherna spelas på Oakwell. Smeknamnet är The Tykes eller The Reds. Klubben spelar sedan säsongen 2022/23 i EFL League One.

## Historia

Klubbens ligaplaceringar från och med 1898.

Klubben grundades 1887 under namnet Barnsley St. Peter's FC. Man spelade i Sheffield & District League 1890–1895 och därefter i Midland Football League. 1897 bytte klubben namn till Barnsley FC och året efter blev man invalda i The Football League, där man fick börja i Second Division. Under åren närmast före första världskriget var Barnsley ett topplag i Second Division och i FA-cupen gick man till final 1909/10, där man dock förlorade mot Newcastle efter omspel. Två år senare gick man till final igen, denna gång mot West Bromwich, som man besegrade efter omspel.
Efter kriget var man mycket nära att gå upp i högsta divisionen First Division 1921/22, men föll på ett måls målskillnad mot Stoke. Åren efter denna besvikelse placerade man sig sämre och sämre tills man åkte ned i Third Division North 1931/32. Bara två år senare vann man den divisionen och kom tillbaka till Second Division. 1937/38 åkte man ur igen men året efter vann man Third Division North.
Efter andra världskriget höll Barnsley sig kvar i Second Division till 1952/53 då man kom sist och åkte ur, men två år senare vann man Third Division North igen. Lyckan varade inte så länge då man kom sist i Second Division 1958/59 och det skulle dröja över 20 år innan man spelade i den näst högsta divisionen igen.
1964/65 åkte Barnsley för första gången ned i Fourth Division, där man de två följande åren kom på 16:e plats – klubbens sämsta ligaplacering någonsin. En andraplats nästföljande säsong återbördade dock klubben till Third Division, men 1971/72 åkte man ned i Fourth Division igen.
En fjärdeplats och uppflyttning från Fourth Division 1978/79 var början på en stark återhämtning av klubben som kom tvåa i Third Division 1980/81 och därmed återvände till näst högsta divisionen. Där spelade man sedan under många år innan man 1996/97 kom tvåa och för första gången lyckades gå upp till den högsta divisionen – FA Premier League. Under klubbens enda säsong där, 1997/98, kom man dock näst sist och åkte ur direkt. Redan 2001/02 åkte man sedan ned en division till, till dåvarande Division Two.
2005/06 vann Barnsley playoff efter att ha kommit femma i tredjedivisionen, som nu bytt namn till League One, och gick upp till The Championship. Där placerade man sig flera år i den undre halvan av tabellen innan man till slut kom näst sist och åkte ur 2013/14. Man gick dock långt i FA-cupen 2007/08. Efter segrar mot storklubbarna Liverpool och Chelsea fann man sig i semifinal för första gången sedan man vann FA-cupen 1911/12. I semifinalen blev dock Cardiff för svåra och det blev ingen ny final för Barnsley.
2016 gick Barnsley åter upp till The Championship efter seger i playoff, men 2018 åkte man ur igen och ned till League One. Säsongen 2018/2019 slutade Barnsley på andra plats i League One och blev åter uppflyttade till Championship.

## Spelartrupp
| 1  | England | Murphy Cooper  | 27 december 2001  | Queens Park Rangers (-25) |
| 12 | England | Jackson Smith  | 14 oktober 2001   | Walsall (-24)             |
| 51 | England | Kieren Flavell | 21 september 2003 | Barnsley FC               |

| 4  | England   | Marc Roberts     | 26 juli 1990      | Birmingham City (-24)       |
| 5  | England   | Jack Shepherd    | 24 juni 2001      | Pontefract Collieries (-23) |
| 6  | Frankrike | Maël de Gevigney | 21 september 1999 | Nîmes (-23)                 |
| 14 | England   | Nathanael Ogbeta | 28 april 2001     | Plymouth Argyle (-25)       |
| 17 | England   | Georgie Gent     | 23 september 2003 | Blackburn Rovers (-24)      |
| 27 | England   | Tennai Watson    | 4 mars 1997       | Charlton Athletic (-25)     |
| 29 | Irland    | Connor Barratt   | 5 april 2004      | Sheffield United (-24)      |
| 32 | England   | Josh Earl        | 24 oktober 1998   | Fleetwood Town (-24)        |
| 33 | England   | Robson Woodcock  | 27 november 2007  | Barnsley FC                 |
| 35 | Polen     | Kacper Łopata    | 27 augusti 2001   | Woking (-23)                |

| 3  | Jamaica    | Jon Russell        | 9 oktober 2000  | Huddersfield Town (-23) |
| 8  | England    | Adam Phillips      | 15 januari 1998 | Burnley (-22)           |
| 22 | Nordirland | Patrick Kelly      | 2 oktober 2004  | West Ham United (-25)   |
| 30 | Wales      | Jonathan Bland     | 24 oktober 2005 | Barnsley FC             |
| 40 | England    | Davis Keillor-Dunn | 2 november 1997 | Mansfield Town (-24)    |
| 45 | Wales      | Vimal Yoganathan   | 13 januari 2006 | Barnsley FC             |
| 48 | Irland     | Luca Connell       | 20 april 2001   | Celtic (-22)            |
| 50 | Nigeria    | Kelechi Nwakali    | 5 juni 1998     | Chaves (-24)            |

| 7  | England  | Caylan Vickers   | 22 december 2004 | Brighton & Hove Albion (-25) |
| 10 | Irland   | David McGoldrick | 29 november 1987 | Notts County (-25)           |
| 11 | Portugal | Fábio Jaló       | 18 november 2005 | Barnsley FC                  |
| 19 | England  | Reyes Cleary     | 13 april 2004    | West Bromwich Albion (-25)   |
| 23 | Irland   | Neil Farrugia    | 19 maj 1999      | Shamrock Rovers (-25)        |

Not: Spelare i kursiv stil är inlånade.

### Utlånade spelare
| Nr | Land       | Pos | Namn                                                    |
| -- | ---------- | --- | ------------------------------------------------------- |
| 28 | Skottland  | A   | Andrew Dallas (i Southend United till 30 juni 2026)     |
| —  | Irland     | F   | Barry Cotter (i Notts County till 30 juni 2026)         |
| —  | Nordirland | F   | Bayley McCann (i Peterborough Sports till 30 juni 2026) |

| Nr | Land    | Pos | Namn                                                  |
| -- | ------- | --- | ----------------------------------------------------- |
| —  | Irland  | F   | Corey O'Keeffe (i Stockport County till 30 juni 2026) |
| —  | England | A   | Max Watters (i Dundee United till 30 juni 2026)       |

## Meriter

### Liga
- The Championship eller motsvarande (nivå 2): Tvåa och uppflyttade 1996/97
- League One eller motsvarande (nivå 3): Mästare 1933/34 (North), 1938/39 (North), 1954/55 (North); Tvåa och uppflyttade 1980/81, 2018/19; Playoff-vinnare 2005/06, 2015/16
- League Two eller motsvarande (nivå 4): Tvåa och uppflyttade 1967/68; Fyra och uppflyttade 1978/79

### Cup
- FA-cupen: Mästare 1911/12; Finalist 1909/10; Semifinalist 2007/08